# 车寮
车寮是中国广东省广州市从化区的一个自然村。在太平镇东面约11千米，属红石村管辖。清朝建村，因当时此地存在用于生产香粉的水车，故而得名车寮。1998年时，全村人口373人。其中，有180余人于1958年修建沙溪水库时，因原居住地被水库蓄水淹没，从附近的鸡笼围、上窝、南山、上清幽等地迁移至此。 